# Jürgen Kissner
Jürgen Kissner (alemany: Jürgen Kißner)  (Luckau, 18 d'agost de 1942 - Colònia, 18 de maig de 2019) va ser un ciclista alemany que va córrer durant els anys 60 del segle xx. Es dedicà principalment al ciclisme en pista.
Va començar corrent per la República Democràtica Alemanya, on guanyà diverses curses i despuntà com a ciclista, però el 1964 va fugir cap a la República Federal Alemanya, país amb el qual continuaria la seva carrera esportiva.
El 1968 va prendre part en els Jocs Olímpics de Ciutat de Mèxic, en què guanyà una medalla de plata en la prova de persecució per equips, juntament amb Karl Link, Udo Hempel i Karlheinz Henrichs.